# IVAO
IVAO (International Virtual Aviation Organisation) – międzynarodowa organizacja lotnictwa wirtualnego. Obok VATSIM jest jedną z najliczniejszych społeczności miłośników lotnictwa wirtualnego, szacuje się, że ma ona ok. 150 tys. członków. Po darmowej rejestracji, użytkownicy mają możliwość połączenia się z siecią IVAO (IVAN), jako wirtualny kontroler lotu, albo pilot. Współpracuje ona z symulatorami lotów takimi jak Prepar3D, czy Microsoft Flight Simulator, bądź X-Plane (symulator).

## Oddziały IVAO
W organizacji aktywne są ‭81‬ oddziały z większości państw na świecie. Polska grupa składa się z 1889 osób, z czego aktywnych jest 555. Zarządza nią 27 osób.. Na stronie dostępne są poradniki jak zacząć kontrolowanie i latanie w sieci IVAO.